# Calceolaria polifolia
Calceolaria polifolia là một loài thực vật có hoa trong họ Calceolariaceae. Loài này được Hook. mô tả khoa học đầu tiên năm 1829.